# Santa Rita (Zulia)
Santa Rita – miasto w Wenezueli, w stanie Zulia, siedziba gminy Santa Rita.
Według danych szacunkowych na rok 2015 liczy 52 300 mieszkańców.